# Perforatella incarnata
Perforatella incarnata is een slakkensoort uit de familie van de Hygromiidae. De wetenschappelijke naam van de soort is voor het eerst geldig gepubliceerd in 1774 door Müller.